# Vendresse
Vendresse é uma comuna francesa na região administrativa de Grande Leste, no departamento das Ardenas. Estende-se por uma área de 43,22 km². Em 2010 a comuna tinha 492 habitantes (densidade: 11,4 hab./km²).